# Akropolis-Turnier 2024
Die 33. Auflage des Akropolis-Basketball-Turniers 2024 fand zwischen dem 25. und 27. Juni 2024 im Vorort Neo Faliro von Piräus statt. Ausgetragen wurden die insgesamt drei Spiele im SEF.
Neben der gastgebenden Griechischen Nationalmannschaft nahmen auch die Nationalmannschaften aus Montenegro sowie Bahamas teil.

## Begegnungen
| 25. Juni 2024 | Griechenland | 86 – 57  | Montenegro   |
| 26. Juni 2024 | Montenegro   | 93 – 80  | Bahamas      |
| 27. Juni 2024 | Bahamas      | 75 – 102 | Griechenland |

## Tabelle
| Rang | Land         | Punkte | Körbe   |
| ---- | ------------ | ------ | ------- |
| 1    | Griechenland | 4      | 188–132 |
| 2    | Montenegro   | 3      | 150–166 |
| 3    | Bahamas      | 2      | 155–195 |